# Species nova

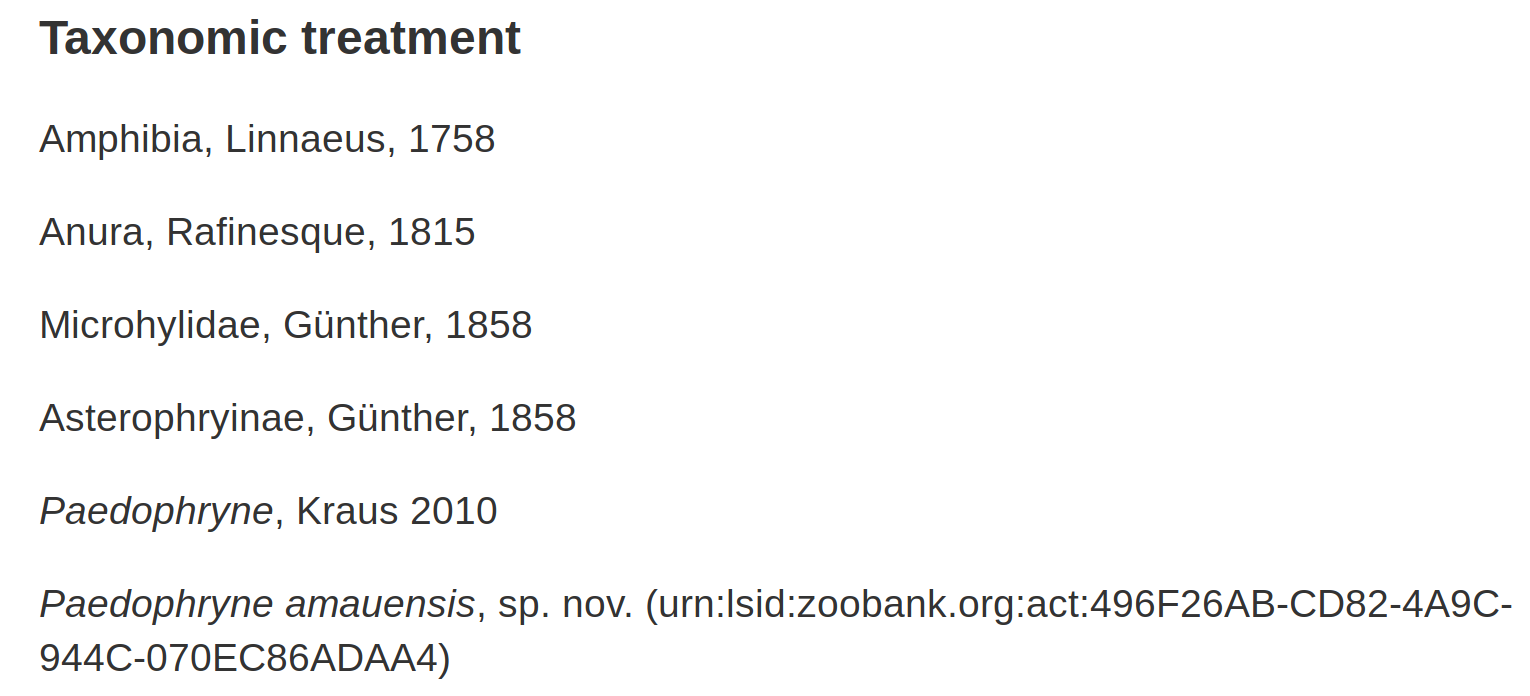
Приклад Paedophryne amauensis sp. nov.

У біологічній систематиці — species nova (множина: species novae; скорочення: sp. nov. скорочення множини: spp. nov. ) — новий вид.  Фраза латинська  і використовується після біномінальної назви, яка публікується вперше. 
Прикладом є вид мініатюрної жаби Paedophryne amauensis, спочатку описаний як Paedophryne amauensis sp. nov. у PLOS ONE у 2012 р. 
Термін не слід плутати з combinatio nova, що використовується, коли раніше названий таксон переміщується до іншого роду чи виду або змінюється його ранг.